# Wolność prasy
Wolność prasy (wolność druku, wolność mediów) – jedna z podstawowych wolności obywatelskich, oznaczająca funkcjonowanie prasy i druku bez prawnych i politycznych restrykcji czy ingerencji cenzury . Pod pojęciem wolności prasy rozumie się też wolność niedrukowanych środków masowego przekazu, takich jak radio, telewizja czy media internetowe.

## Ograniczenia wolności prasy
Wolność prasy jest jedną z podstawowych wolności zapisywanych w konstytucjach liberalnodemokratycznych. Jej brak lub ograniczanie wiązane są z systemami autorytarnymi. Wszystkie rządy ograniczają wolność prasy, najczęściej z powodu narażenia ważnego interesu państwowego (np. w okresie wojny), moralności publicznej czy interesu osób prywatnych.
Rządy stosują wiele metod ograniczania wolności prasy: cenzurę w postaci kontroli publikowanych materiałów, konieczność uzyskiwania koncesji przez czasopisma, zajmowanie nakładów czasopism, kary dla dziennikarzy i wydawców. W krajach o szerokiej wolności prasy za publikacje naruszające interesy grozić może odpowiedzialność cywilna, co skutkuje często autocenzurą.

## Historia
Wolność prasy jako postulat polityczny pojawiła się w XVII w. Jej wczesnym wyrazem była praca Johna Miltona Areopagitica (1644) , w której autor sprzeciwiał się konieczności uzyskania koncesji, co blokuje rozwój idei i zdrowej krytyki.
Po raz pierwszy wolność prasy została uregulowana w Deklaracji praw Wirginii (1776) i w Konstytucji Stanów Zjednoczonych (1787) . Współcześnie, wskutek rozwoju nowych technologii publikacyjnych (np. w Internecie) i łatwości dostępu do szkodliwych treści, regulacja wolności prasy i druku jest przedmiotem debat i kontrowersji. Rozwój tych technologii umożliwia również łatwiejszy dostęp do różnych treści i daje możliwość ominięcia państwowej kontroli.
Uzasadnieniem wolności prasy i druku są rozwój wiedzy, obiegu informacji i obnażanie korupcji władzy . Klasyczne uzasadnienie wolności prasy i druku zaprezentował John Stuart Mill w pracy O wolności (1859). Wskazywał on, że nawet niepopularne czy nieprzyjemne idee nie powinny być powstrzymywane przed publikacją, ponieważ mogą być prawdziwe lub – nawet jeśli są fałszywe – to dzięki nim ich publiczne odrzucenie wzmocni prawdę.

## Regulacje prawne
Od 1791 w Stanach Zjednoczonych wolność prasy i druku jest uregulowana w pierwszej poprawce do Konstytucji, w której zabrania się Kongresowi stanowić „ustaw ograniczających wolność słowa lub prasy”. Z tego zakazu wyłączone są materiały objęte tajemnicą państwową czy wojskową, za publikację których można wymierzać karę. Publikacje materiałów powodujących szkodę mogą stać się podstawą odpowiedzialności cywilnej. Odpowiedzialność ta może zostać wyłączona, jeśli publikacja poświęcona była osobie publicznej.
W polskim prawie wolność prasy gwarantowana jest w art. 14 Konstytucji z 2 kwietnia 1997 r., zgodnie z którym „Rzeczpospolita Polska zapewnia wolność prasy i innych środków społecznego przekazu”. Zgodnie z art. 54 ust. 2 „cenzura prewencyjna środków społecznego przekazu oraz koncesjonowanie prasy są zakazane.” Gwarancje wolności prasy zawarte są również w ustawie Prawo prasowe z dnia 26 stycznia 1984 r.

## Monitoring wolności prasy
Bardzo poważna sytuacja
     Trudna sytuacja
     Zauważalne problemy
     Satysfakcjonująca sytuacja
     Dobra sytuacja
     Niesklasyfikowana / Brak danych

Wskaźnik wolności prasy 2022

Monitoringiem wolności prasy zajmują się liczne organizacje pozarządowe. Reporterzy bez Granic opracowują coroczny raport porównujący kraje pod względem wskaźnika wolności prasy (Press Freedom Index). W Polsce monitoringiem wolności prasy zajmuje się również Centrum Monitoringu Wolności Prasy przy Stowarzyszeniu Dziennikarzy Polskich. W 1993 r. Zgromadzenie Ogólne ONZ ustanowiło dzień 3 maja Światowym Dniem Wolności Prasy, upamiętniając w ten sposób ogłoszenie Deklaracji z Windhoek.